# Choueir - Ain el Sendianeh
Choueir - Ain el Sendianeh è un  comune (municipalité) del Libano situato nel distretto di al-Matn, governatorato del Monte Libano.